# قصر الخرابة
قصر الخرابة؛ أو استراحة الخرابة أو قصر هارون الرشيد هو معلم تاريخي في الطائف يقع على درب زبيدة.

## الموقع
يقع قصر الخرابة على بعد 100 كيلومتر من الشمال الشرقي لمدينة الطائف ويبعد حوالي 8 كيلومترات من قريدة العدل على طريق زبيدة المشهور بدرب زبيدة.

## البناء
بني قصر الخرابة في أواخر القرن الثاني هجري حيث يصل عمره الآن حوالي 1250 سنة ويتكون من غرفتين مفتوحتين على بعضهما البعض وأعلاهما قبتين لونهما و بجانب المبنى خزانين اثنين للماء تم بناؤهما من الحجر، أحدهما على شكل دائري في الجهة الشمالية من القصر والبركة الأخرى على شكل مستطيل وتقع في الجهة الجنوبية من القصر.
يجري الماء من أسفل القصر في قناة إلى البركتين كما تحيط بالقصر غابة من الأشجار بالإضافة إلى خزانات صغيرة مخصصة لإرواء الحيوانات. كما يذكر أن طريقة بناء القصر والبرك كانت غريبة حيث اصطف عمال زبيدة بنت جعفر مشكلين طريق من أحد الجبال المحيطة حتى موقع القصر ونقلوا الأحجار فيما بينهم حتى تصل إلى العمال الذين يقومون بتشييد القصر. تصل المياه للبركة من وادي العقيق لمسافة تصل إلى 15 كيلومتر.